# ساجد جاوید
ساجد جاوید (زادهٔ ۵ دسامبر ۱۹۶۹) سیاستمدار بریتانیایی، و عضو حزب محافظ کار بریتانیا است. او نخستین آسیایی و نخستین مسلمانی شد که در آوریل ۲۰۱۸ یکی از مناصب کبیر دولت را برعهده گرفت. وی توسط بوریس جانسون در ۲۰۱۹ به عنوان وزیر خزانه‌داری انگلستان و در سال ۲۰۲۱ به عنوان وزیر امور بهداشت و مراقبت‌های اجتماعی منصوب شد.

## پست وزارت
وی از خانواده‌ای پاکستانی الاصل در بریتانیا متولد شده‌است. ساجد جاوید، نماینده شهر برومزگرو در پارلمان بریتانیا، دومین وزیر مسلمانی است که به دولت دیوید کامرون ملحق شد و ریاست وزارت فرهنگ این کشور را بر عهده گرفت.
در ۱۱ مه سال ۲۰۱۵ توسط دیوید کامرون به پست وزارت کسب وکار انتخاب شد.
در ۳۰ آوریل ۲۰۱۸، ساجد جاوید به عنوان وزیر کشور بریتانیا در کابینه ترزا می منصوب شد.

## اعتقادات دینی
ساجد جاوید گفته‌است که اسلام یک میراث پدر و مادری است و او به نسبت همسرش لارا که یک مسیحی است و در کلیسا حاضر می‌شود کمتر به مسجد می‌رود.
او همچنین در مورد حملات نوامبر ۲۰۱۵ پاریس گفت: «اشتباه محض است اگر حملات پاریس را مرتبط با اسلام ندانیم. آنها از دین بزرگ اسلام که دینی کاملاً مسالمت آمیز است و بیش از یک میلیارد نفر در سراسر جهان از آن پیروی می‌کنند، به عنوان ابزاری برای انجام کارهای مخوف‌شان سوء استفاده می‌کنند.»
در مارس ۲۰۱۹، وین کربی، یکی از حامیان تامی رابینسون(فعال انگلیسی راست افراطی)، به دلیل تهدید جاوید در فیس‌بوک به ۲۸ روز زندان محکوم شد. وی جاوید را یک تروریست مسلمان نامید و تهدید کرد که اگر برای رابینسون اتفاقی بیفتد، جاوید را آویخته و قطعه‌قطعه خواهد کرد.